# Celima Torrico
Celima Torrico Rojas (n. Chillijchi, Pocona, Bolivia; 12 de agosto de 1968) es una comunicadora social de profesión, Técnico Superior en Participación popular y política de Bolivia. Fue Ministra de Justicia en el gobierno de Evo Morales.

## Biografía
Es la mayor de cinco hermanos. Casada con Mario Bustamante, tiene tres hijos: Huáscar, Wayra y Líber.

## Trayectoria
Fue dirigente a los 14 años desempeñándose como Secretaria de Actas del Club de madres de su comunidad. Durante el gobierno del expresidente Luis García Meza, Chillijchi sufrió una sequía que asoló los cultivos, privando a esta comunidad de alimento, lo que la empujó, junto con otros dirigentes sindicales, a exigir al Gobierno, que ejercía en ese momento un régimen dictatorial, que los dotase de alimento y ayuda para su comunidad.
Ha sido Secretaria de relaciones del Comité Local Yuraj Molina (1983-1985), Secretaria de Organización de la Central de Mujeres en la provincia de Carrasco (1986-1988), Secretaria de Organización de la Federación de Radio y Televisión de Cochabamba (1999-2001), Secretaria de Relaciones de la Federación Departamental de Mujeres Campesinas “Bartolina Sisa” (1999-2001), Consejera Departamental por la Provincia Carrasco (2000-2004), concejal Suplente del municipio Cercado del departamento de Cochabamba (2004), Presidenta de la Asociación Departamental de Concejalas de Cochabamba (2005-2007) y segunda vicepresidenta de la Dirección Departamental del instrumento político Movimiento Al Socialismo (MAS) en Cochabamba (2006-2007).